# Kutuzov (film)
Kutuzov (Кутузов) è un film del 1943 diretto da Vladimir Michajlovič Petrov.